# Béthonvilliers
Béthonvilliers é uma comuna francesa na região administrativa do Centro, no departamento Eure-et-Loir. Estende-se por uma área de 12,08 km². Em 2010 a comuna tinha 121 habitantes (densidade: 10 hab./km²).